# Wildenthal (Eibenstock)
Wildenthal, staatlich anerkannter Erholungsort, ist ein Ortsteil der Stadt Eibenstock im Erzgebirgskreis im sächsischen Erzgebirge.

## Geografische Lage
Der staatlich anerkannte Erholungsort liegt im tiefeingekerbten Tal der Großen Bockau am Fuße des 1019 m hohen Auersberges im Naturpark Erzgebirge/Vogtland. Der Ort liegt auf Höhen zwischen 720 und 1019 m ü. NN. Zu Wildenthal gehört auch der an der Staatsstraße nach Johanngeorgenstadt gelegene Ortsteil Oberwildenthal. Im Ort zweigt eine Verbindungsstraße nach Carlsfeld ab.

## Geschichte
Wildenthal ist, wie der Eibenstocker Chronist Johann Paul Oettel 1748 meldet, aus rauher Wurtzel, und zwar von dem Herrn Grafen Anarg Friederich, Herrn zu Wildenfelß, und Hauptmann des Voigtländischen Creyßses erbauet, und der Nahme Wildenthal (Weil dieses der jüngste Hammer ist, der in hiesiger Gegend erbauet worden, so wird er noch ietzo der Neue Hammer genennet.) gegeben worden, und giebt doch iezt in der Viehzucht keinem nichts nach, vielmehr ist dieses der beträchtlichste und von einer grossen Anzahl Menschen bewohnte Hammer. Er lieget an der grossen Bockau, und hat die schönsten Eisen-Zechen in der Nähe.
Rund um Wildenthal, vor allem am Auersberg zeugen Bingen, Halden, alte Mundlöcher und die Raithalden der Zinnseifen von alter Erzgewinnung. Im ganzen sollen es ca. 300 Bergwerke am Auersberg gewesen sein.
Bereits 1596 beklagte sich Anarg Friedrich von Wildenfels beim Kurfürsten von Sachsen, dass seine Bemühungen um Anrichttunge eines Hammerwergks vber dem Eibenstocke gegen der Behmischen grentze bislang nicht erfolgreich waren, weil es seitens des Rates von Zwickau Bedenken wegen der Flöße an der von ihm vorgeschlagenen Hammerstätte gab.
Der 10. September 1598 gilt als Gründungsdatum des Ortes. Die Erben des Gründers Anarg Friedrich von Wildenfels verkauften schon 1611 das Werk an Wilhelm Friedrich von Milkau, dem Besitzer des Edelhofes Alberoda bei Aue. Aber auch dieser gab bald nach Erhalt eines Privilegs den Hammer an den Zehntner Jacob Seeling aus Schneeberg ab. Als Pächter erscheint später der Hammermeister Hieronymus Müller von Berneck, der zeitweise auch den Auerhammer leitete.
1647 verkauften die Gebrüder Helfrich Wildenthal für 3300 Gulden an Michael Gottschald. Dieser erbaute einen zweiten Stabhammer und erwirkte am 25. August 1655 ein neues Privileg des Kurfürsten Johann Georg I. von Sachsen, in dem ihm ein Hochofen, ein Blechhammer und ein Zinnhaus sowie das Schlachten, Brauen, Backen, Schenken gegen Entrichtung der gewöhnlichen Trank- und Fleisch-Pfennigsteuer bewilligt wurde. Damit entstand in Wildenthal wohl das Brauhaus, das lange Zeit neben Drechslers Hotel stand und von dem heute noch ein Keller existieren soll.
Von Michael Gottschald (mit volkstümlichem Spitznamen Holzmichel genannt) ist überliefert, dass er bis zu 100.000 Gulden ins Bergwerk gesteckt und in elf Jahren über 7.000 Gulden Amtsabgaben bezahlt hat. 1656 wird Wildenthal unter den Werken genannt, die Eisen für den Marstall nach Dresden zu liefern hatten. 1658 ist es mit Abgaben an das Amt Schwarzenberg rückständig. Viele Akten berichten von Holzschlag und Geleit.
In den Händen der Familie Gottschald blieb Wildenthal, mit kurzer Unterbrechung um das Jahr 1780, bis 1820. Im Jahre 1812 waren 26 Arbeiter hier beschäftigt. 1830 bestand das Werk aus zwei Frischfeuern, einer Zainhütte, einer Blechhütte und wurde von fünf Meistern geleitet. 1835 kamen ein Blechwalzwerk und die erste Nagelfabrik Sachsens dazu.
1826 schreibt August Schumann: Wildenthal gehört unstreitig zu den dürftigsten Orten Sachsens, und das zeigt sich am allermeisten in der Kleidung oder vielmehr Nichtbekleidung der Kinder. Durchreisenden wurde empfohlen, stets einige Kupfermünzen in der Tasche für die bettelnden Kinder bereitzuhalten.
1836 geht Wildenthal an Karl von Querfurth auf Schönheiderhammer über. Im Besitz seiner Nachkommen blieb wohl das Hammerwerk bis zu dessen Niedergang.
1848 schildert Johann Traugott Lindner in seinen „Wanderungen durch die interessantesten Gegenden des Sächsischen Obererzgebirges“ den Ort folgendermaßen: „Tief, aber immer noch in einer Meereshöhe von 2250 Fuß eingebettet, liegt das Eisenhüttenwerk gleiches Namens in der Umarmung des Auersberges und des Zeisiggesanges. Die große Bockau durchrauscht das Oertchen, dreht das gangbare Zeug in Hütten und Hohofen, sendet von hier aus seinen halben Wasserschatz mittelst des sogenannten Grünergraben für ökonomische Zwecke nach Eibenstock, während die andere Hälfte in seiner engen Wiege über Granitblöcke hinab nach Unterblauenthal in die Mulde strömt […] Das Herrnhaus in Wildenthal schaut von einer Anhöhe, wie sich's gebührt, überlegen auf eine Schaar ärmlicher Hütten hernieder, zwischen welche sich jedoch seit mehrern Jahren ein freundliches Posthaus, […] so wie ein restaurirtes Wirthshaus eingeschoben haben. Man sieht es diesen Gebäuden an, daß sie in Privathänden sind. Ueberraschend ist das fiscalische Forsthaus, im italienischen Styl vor ungefähr ein Dutzend Jahren erbaut.“ (1834)
Weiter schreibt er: „Das Oertchen hat seit etwa 20 Jahren an seiner Wildheit gar sehr verloren: es führt eine Chaussee nach Karlsbad hindurch, die in der Badesaison sehr lebendig wird; der Besitzer des Werkes und noch einige andere Einwohner sind theils wisenschaftlich gebildet, theils sonst gut unterrichtet, was zur sittlichen Abrundung der geistesarmen Bevölkerung der Vergangenheit viel beitragen mußte und sich auch jetzt schon dadurch kund giebt, daß man gern aus der Nachbarschaft Parthien dahin macht und sich von der wildromantischen Natur umarmen läßt, Kaffee trinkt und Forellen speis´t.“
Immer mehr Fahrgäste nutzten die 1819 eingerichtete Extrapostroute über den Hirschenstander Pass, die 1837 eine Aufwertung als Eilpost-Sommerlinie Zwickau – Karlsbad erfuhr.
1860 kam als erster Sommergast, der Theologe und spätere Professor für Geografie an der Universität Leipzig, Otto Delitsch, in den Gasthof von Robert Drechsler nach Wildenthal. Seine Aufsätze über das Erzgebirge haben den weiteren Reise- und Wanderverkehr des Erzgebirges wesentlich gefördert. Ihm zu Ehren ist 1907 ein Gedenkstein gegenüber dem im Jahre 2000 abgerissenen Hotel „Am Auersberg“ (zuvor Hotel Drechsler) errichtet worden.
Bereits 1886 wird Wildenthal als einer der am höchsten gelegenen „Bergcurorte“ genannt.
Wildenthal wurde eine der ersten Sommerfrischen des westlichen Erzgebirges. Der wachsende Fremdenverkehr brachte ein völlig anderes Leben in das Dorf. Während zunächst Kurgäste nach oder von Karlsbad ohne Zwischenstopp durch den Hüttenort reisten, machten die Postkutschen nach Einrichtung einer Nebenposthalterei in Wildenthal ab 1820 hier Halt zum Pferdewechsel. Erschütternde Schilderungen der Reisegäste über bettelnde Wildenthaler Kinder wichen bald den Berichten von den herrlichen Fichtenwäldern und der reinen Gebirgsluft. In der zweiten Hälfte des 19. Jahrhunderts richteten sich viele Wildenthaler zur Aufnahme von Sommer-, später auch Wintergästen ein. Erwähnt seien die zwei stattlichen Gasthäuser – Drechslers Hotel am Auersberg und Gnüchtels Hotel zur Post – heute Hammerschänke, bis 1911 auch die Pension Meichsner im ehemaligen Herrenhaus, das am 10. November 1911 abbrannte. Bis heute erinnern ein noch vorhandener Keller und behauene Granitblöcke im Park an dieses Haus. Viele Häuschen wurden neu erbaut oder erweitert. „Herrlicher Luftkurort und Wintersportplatz“, wirbt ein Prospekt aus den 1930er Jahren. Stephan Dietrich, besser als Saafnlob bekannt, schreibt über die Wildenthaler: „Sie sind alle nicht schlecht dran, wie man so sagt, weil sie ihre Häusle schön hergerichtet haben und an Sommer- und Wintergäste vermieten. Manchmal haben sie mehr Sommergäste als sie Einwohner sind.“
Am 30. Dezember 1877 unternahmen die Schneeberger Seminaroberlehrer Ernst Köhler und Hermann Möckel, der Ratsoberförster Arnold und der Baumeister Görling wieder eine Schlittenfahrt durch das Auersberggebiet. Fasziniert vom Reiz der tiefverschneiten Wälder beschlossen sie bei der Einkehr im Drechslers Gasthof in Wildenthal, für das Erzgebirge einen Heimat- und Wanderverein zu gründen. Am 5. Mai 1878 wurde dann der Erzgebirgsverein in Aue gegründet. Gerade in Wildenthal ist der Erzgebirgsverein sehr rege gewesen und das hing wohl auch mit dem Hausberg, dem Auersberg, zusammen.
1935 initiierten der damalige Schulleiter von Wildenthal Dr. Willmar Grüntzig, Forstmeister Dick und Bürgermeister Heydel den Bau des Wildenthaler Waldbades. Grüntzig, Vater von Johannes W. Grüntzig und Andreas Roland Grüntzig, projektierte auch dieses Freibad, welches 1935 im Rahmen einer damaligen Arbeitsbeschaffungsmaßnahme von Wildenthalern gebaut wurde. Das aufgrund seiner Lage so genannte Mittenwaldfreibad war eines der ersten Freibäder im Erzgebirge.
Zur Belebung des Fremdenverkehrs hat auch die Wiedereinrichtung des Postkutschenbetriebes durch die Deutsche Reichspost gedient. Sie befuhr Ende der 1930er Jahre ein Teilstück der 1698 eingerichteten Postkutschenverbindung zwischen Leipzig – Schneeberg – Wildenthal – Johanngeorgenstadt – Karlsbad und machte in Wildenthal Station. Die Tagespresse berichtete im August 1938: „Das war eine Begeisterung, als die wiedererstandene Postkutsche Anfang dieser Woche ihre erste Probefahrt unternahm, vom Radiumbad Oberschlema in das Auersberggebiet. Die herrliche gelbe Kutsche mit vier Rappen …. Gemächlich soll man wieder einmal durch das Land fahren …, wie Weiland der Geheimrat von Goethe …, die Schönheiten nahe am Rande des Weges und in der Ferne in aller Ruhe genießen … und Wege soll man fahren, die dem Auto verschlossen sind.“

Ortsansicht um 1840
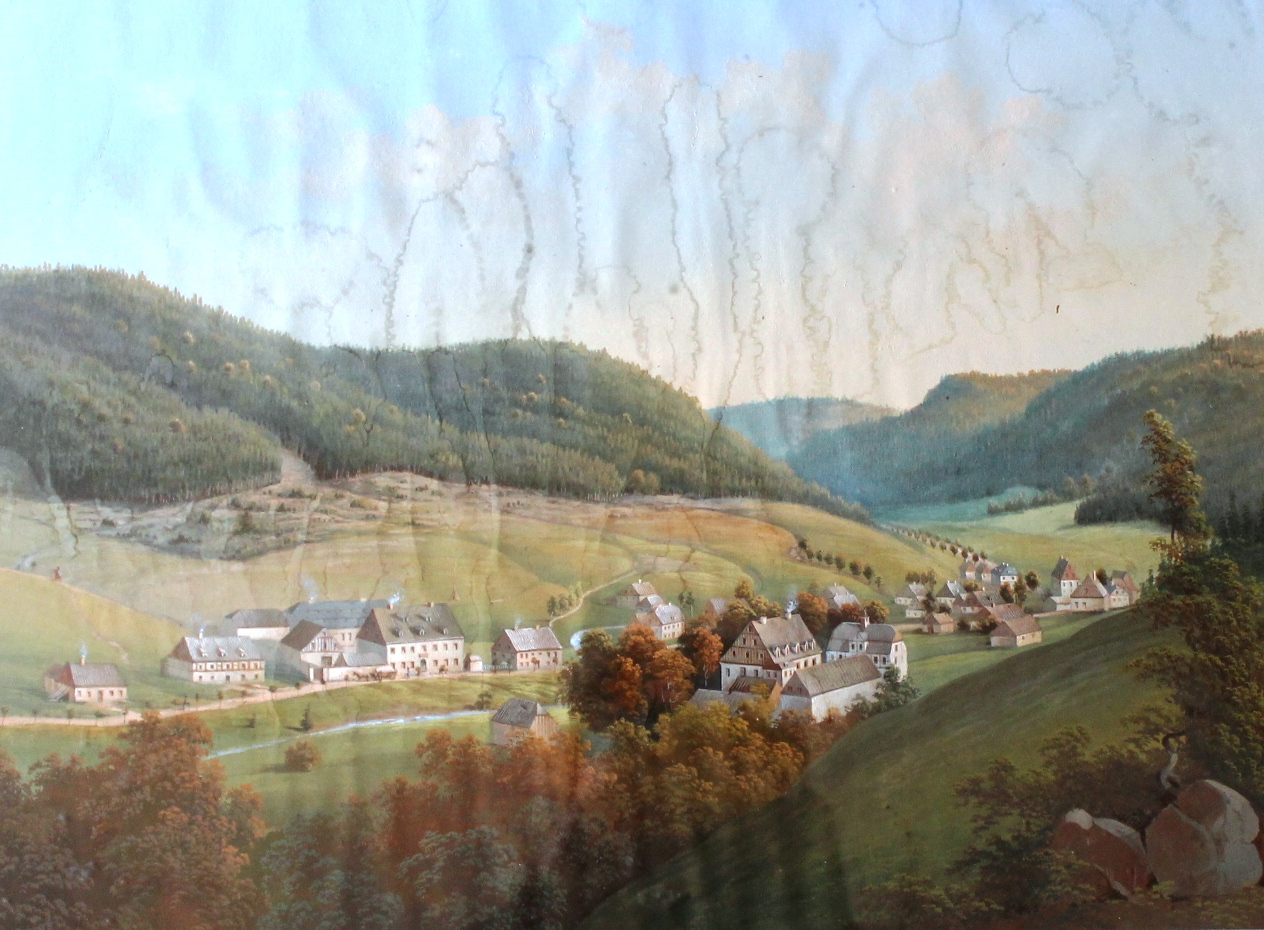
Blick nach Süden zum Hirschenstander Pass, vorn das Hammerherrenhaus, links das Gasthaus – später: Hotel Am Auersberg (Aquarell um 1830)
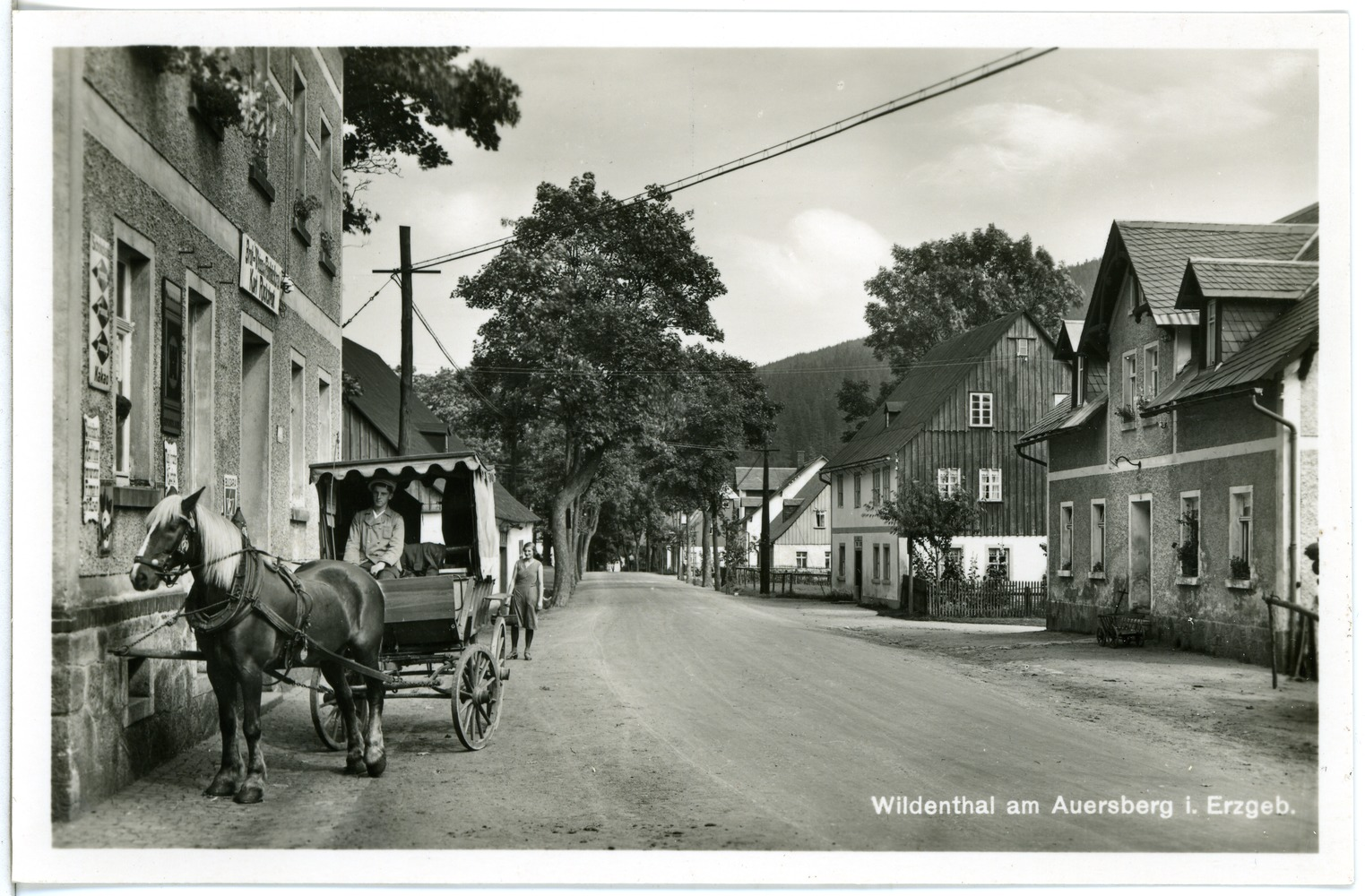
Ortszentrum 1933
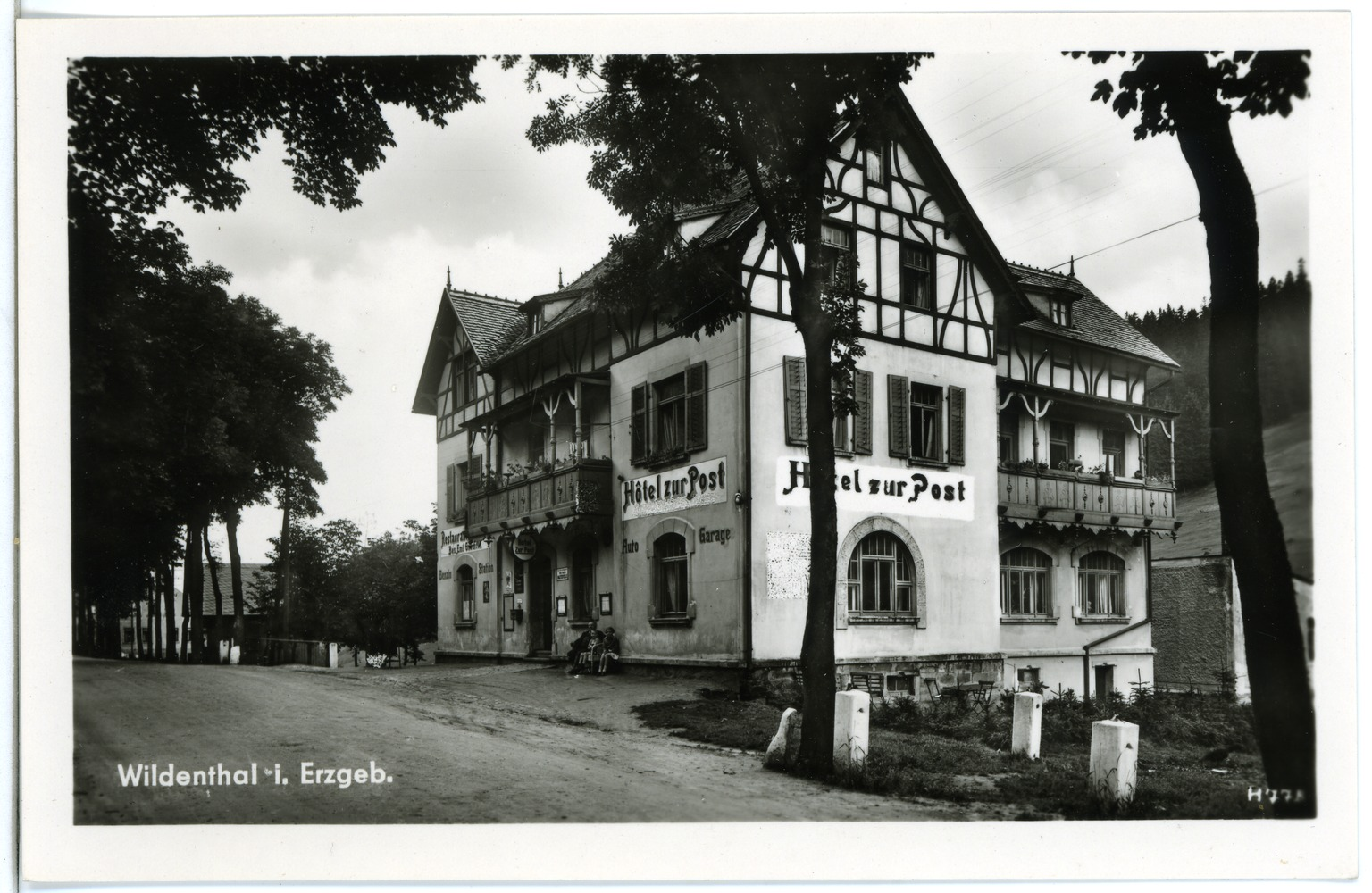
Hotel zur Post 1931, heute die Hammerschänke

Vom Zweiten Weltkrieg blieb Wildenthal weitgehend verschont. Auf dem Auersberg wurde eine Flakstellung errichtet und zum besseren Schutz des Luftraumbeobachtungspostens vor widrigen Witterungseinflüssen erhielt die Aussichtsplattform des Turmes 1940 ihre hölzerne Haube. Unmittelbar nach Kriegsende gehörte die Gemeinde zur sogenannten Freien Republik Schwarzenberg, das heißt, der Ort war militärisch nicht besetzt.
Stephan Dietrich, genannt Saafnlob, ein bekannter Heimatdichter und Mundartsprecher des Erzgebirges im 20. Jahrhundert, war hier in der nach seinen Vorstellungen 1939/40 erbauten Schule von Ostern 1940 bis 1945 als Schulleiter tätig. Zum Wildenthaler Hammerfest 2003 wurde das heutige Haus des Gastes, in dem sich früher die Schule befand, auf seinen Namen geweiht. Zur Freude der Wildenthaler und ihrer zahlreichen Urlaubsgäste wurde so mancher lustiger Schwank in erzgebirgischer Mundart aufgeführt.
Nach 1945 hatte Wildenthal oftmals mehr Feriengäste als Einwohner. Während zunächst der Dorfklub ein reges sportlich-kulturelles Leben organisierte, übernahm später der FDGB-Feriendienst diese Aufgabe. Heute wird diese Arbeit durch den Heimatverein Wildenthal e. V. fortgeführt. 1965 erhielt der Ort als einer der ersten im Westerzgebirge das Prädikat „Staatlich anerkannter Erholungsort“.
Die sich im Park des Herrenhauses von Wildenthal befindliche Ortspyramide ist mittlerweile wohl eine der ältesten im Erzgebirge. Errichtet wurde sie von ortsansässigen Schnitzern 1961 in VMI. Auf ihren 4 Etagen stellt sie das dörfliche Leben und die Arbeit im Gebirge dar. Sie ist eine der wenigen im Erzgebirge, deren Figuren auch im Sommer stehen bleiben, ihr gestalterisches Ensemble also das ganze Jahr über bewundert werden kann. In den 1960er Jahren entstand auch das Modell eines Hammerwerkes am Grüner Graben. Es stand bis 1972 im Park und wurde durch das damalige Hochwasser hinweggespült. Zum Hammerfest 2007 erfolgte die Einweihung eines neuen Modells am alten Platz. Es treibt in Anlehnung an die zwei ehemaligen Hammerwerke von Wildenthal zwei Hämmer an.
Von Aue kommend passierte im Mai 1964 und 1968 die Internationalen Friedensfahrt Wildenthal, mit dem Etappenziel Karlsbad bzw. Prag. Ebenfalls im Jahr 1968, in der Nacht zum 21. August, durchfuhren sowjetischer Panzer den Ort mit dem Ziel Tschechoslowakei und Niederschlagung des Prager Frühlings.
Am 30. Juni 1983 wurde ein auf den Namen „Auersberg“ getauftes Schiff  in Dienst gestellt. Es war eines von fünf in der DDR entwickelten und von der Mathias-Thesen-Werft Wismar gebauten „Roll on/Roll off“-Schiffe (kurz Ro-Ro-Schiff).
Mit der Gemeinde Wildenthal schloss der VEB Deutfracht/Deutsche Seereederei Rostock (DSR) einen Patenschaftsvertrag.  Im Sinne dieses Vertrages entwickelte sich in den Folgejahren ein reger Kontakt, einschließlich gegenseitiger Besuche von Kapitän, Schiffsbesatzung, Bürgermeister und Wildenthalern.
Ein von Matrosen geschaffenes originalgetreues Modell des Schiffes befindet sich im Dorfgemeinschaftshaus, ebenso eine Tafel mit Schiffsknoten und ein Steuerrad aus Holz. Einige andere Stücke wie zum Beispiel eine Schiffsglocke gingen im Wendetrubel verloren.
Mit den politischen Veränderungen 1989 und 1990 endete auch die Patenschaft und die „Auersberg“ wurde an den neuen Eigentümer, der Deutschen Seereederei GmbH Rostock, übergeben.
Die MS „Auersberg“ befuhr noch bis Ende 2010 unter verschiedenen Namen und unter verschiedenen Flaggen die Weltmeere.
Im Rahmen der Feierlichkeiten zum 100-jährigen Bestehen des Berggasthofes auf dem Auersberg wurde am 19. Mai 2007 auf Initiative des Wildenthaler Heimatvereins im Park auch ein Jubiläumsstein mit Gedenktafel enthüllt. Einige Tage vorher war eine Weißtanne gepflanzt worden, in Anlehnung an die alte Riesentanne am Ellbogenweg, die bis zur Mitte des vergangenen Jahrhunderts über 400 Jahre auf die Entwicklung im Tal herabblickte.
Am 9. Mai 2015 fand in Wildenthal die Einweihung der Karlsroute, eines internationalen Radfernweges statt. Sie führt von Aue durch das Tal der Großen Bockau über Wildenthal nach Karlsbad.
Am 9. November 2019, zum 30-jährigen Jubiläum des Mauerfalls, war Wildenthal Austragungsort eines Treffens von DDR-Skispringerlegenden. Unter ihnen waren Helmut Recknagel, Hans-Georg Aschenbach, Jens Weißflog und über 50 weitere ehemalige Weltklassespringer aus Oberwiesenthal, Klingenthal, Brotterode, Zella-Mehlis und Oberhof. Als Gäste konnte eine kleine Delegation aus Österreich unter Leitung von Reinhold Bachler begrüßt werden. Die Grüße des DSV überbrachte Horst Hüttel.
Heute liegt Wildenthal inmitten von Bergwiesen im FFH-Gebiet „Tal der Großen Bockau“ am Rande des Europäischen Vogelschutzgebietes „Westerzgebirge“ und bietet zahlreiche Erholungsmöglichkeiten. Zugleich ist es Ausgangspunkt für Fuß- und Skiwanderungen auf den Auersberg, Brückenberg, Schöne Aussicht und Leistnerhübel oder über den an der Kammloipe gelegenen Grenzübergang zwischen Oberwildenthal und Jelení weiter ins Böhmische. Zahlreiche Radfahrer, Fuß- und Skiwanderer nutzen diesen im Volksmund als Eisernes Tor bezeichneten Grenzübergang.

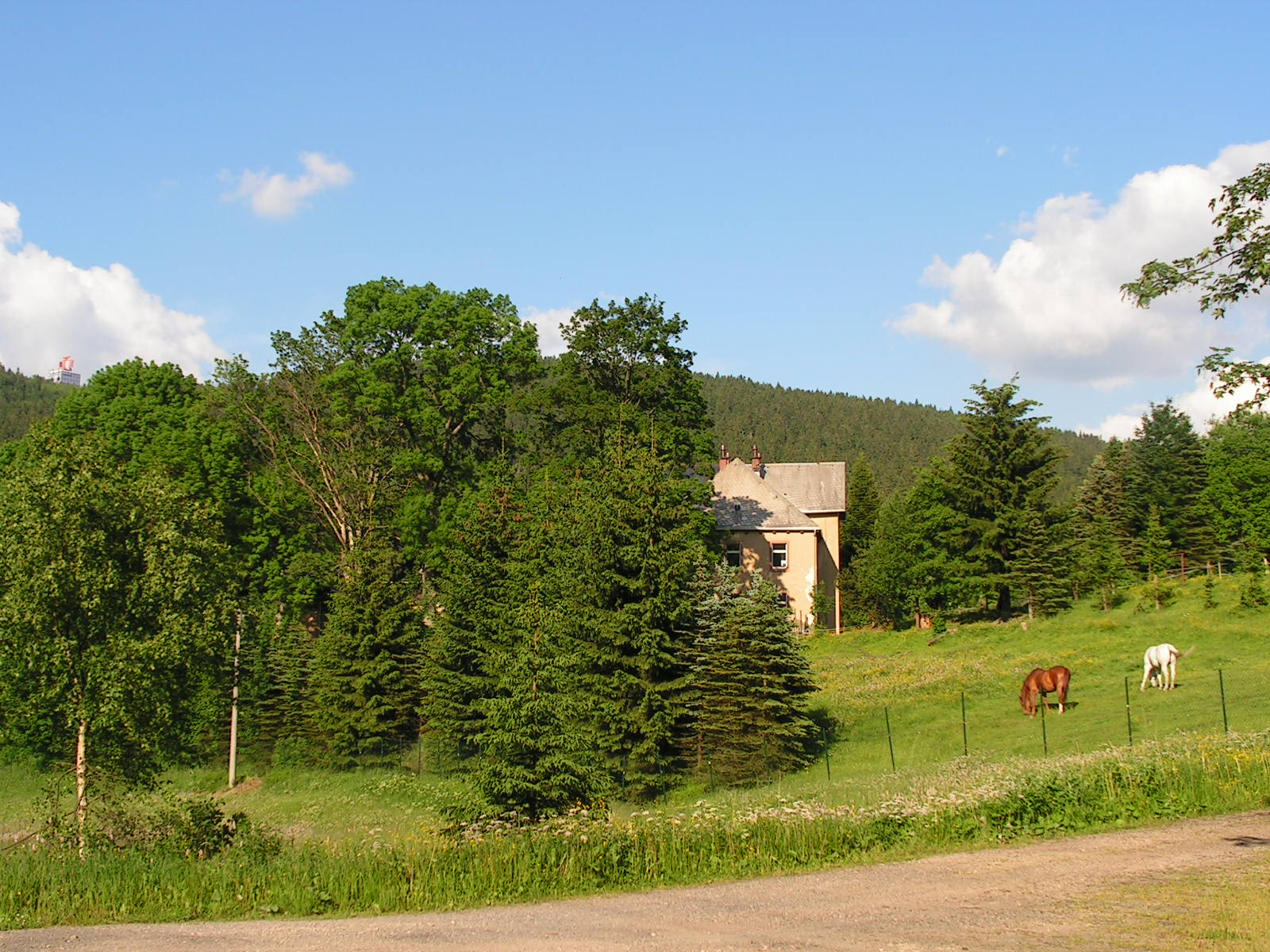
Das alte Forstamt und der Auersberg
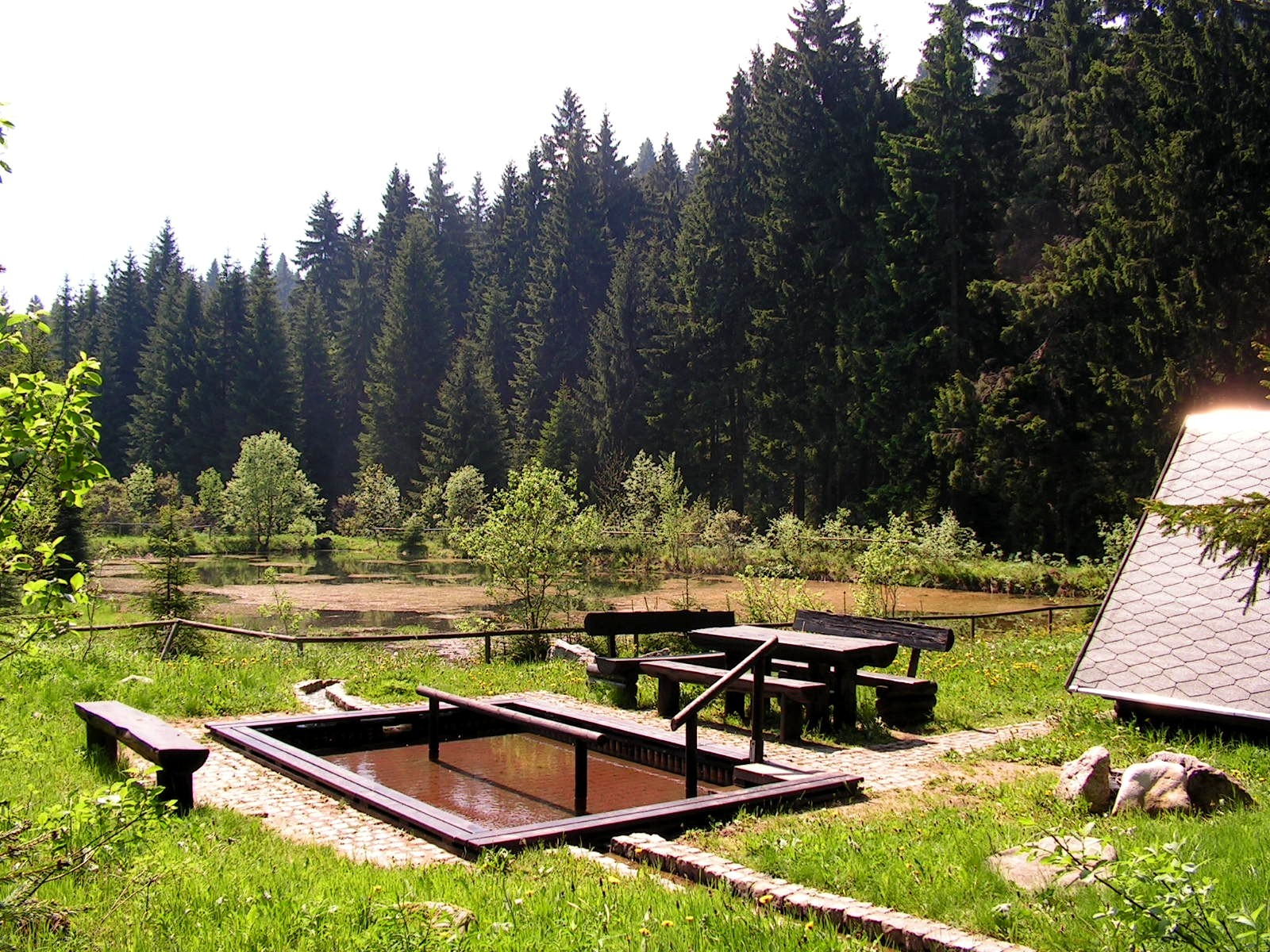
Kneippanlage am alten Mittenwaldfreibad
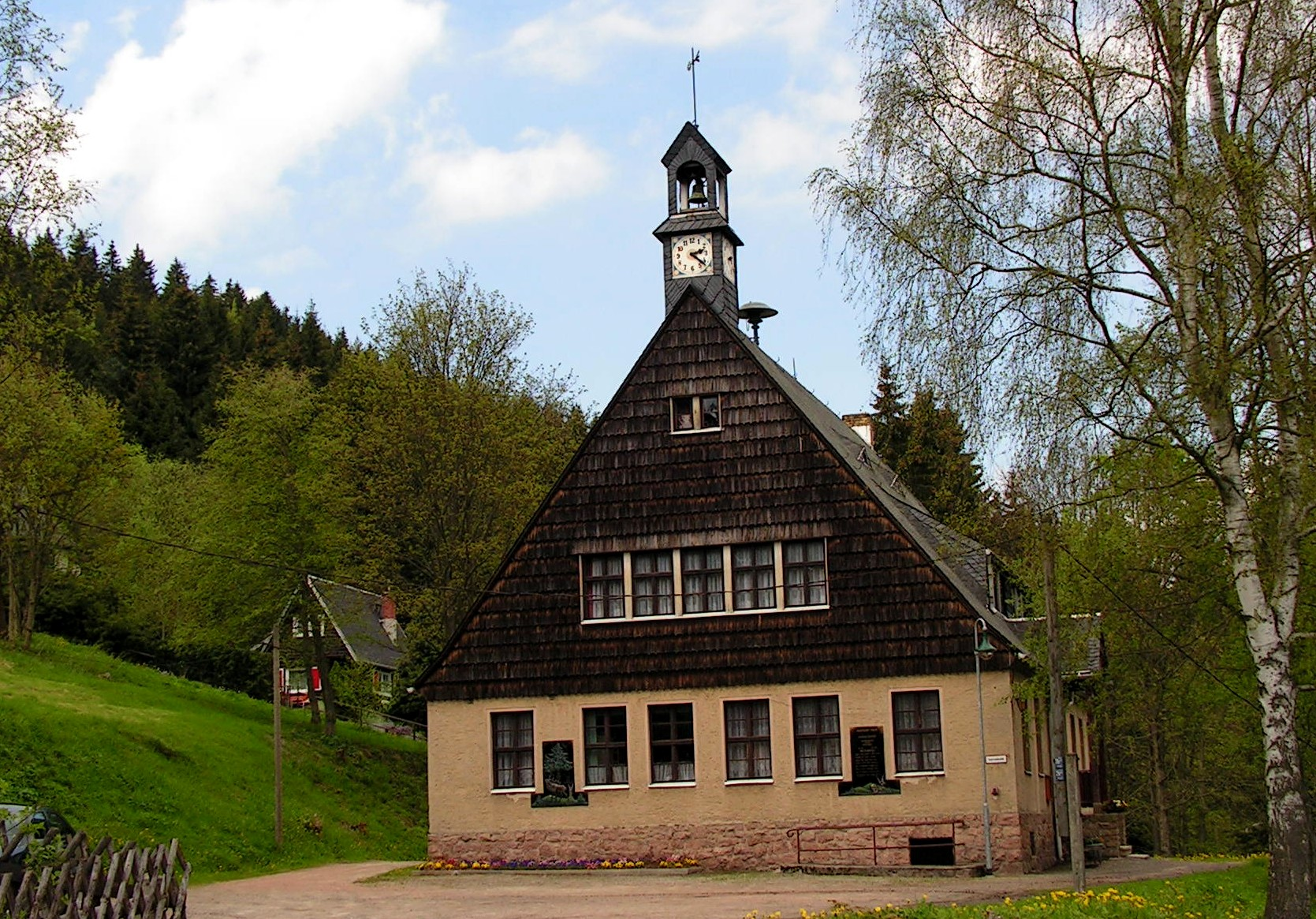
Ehemalige Grenzlandschule und jetziges Dorfgemeinschaftshaus „Saafnlob-Haus“
Modell eines Hammerwerkes
Pyramide im Park
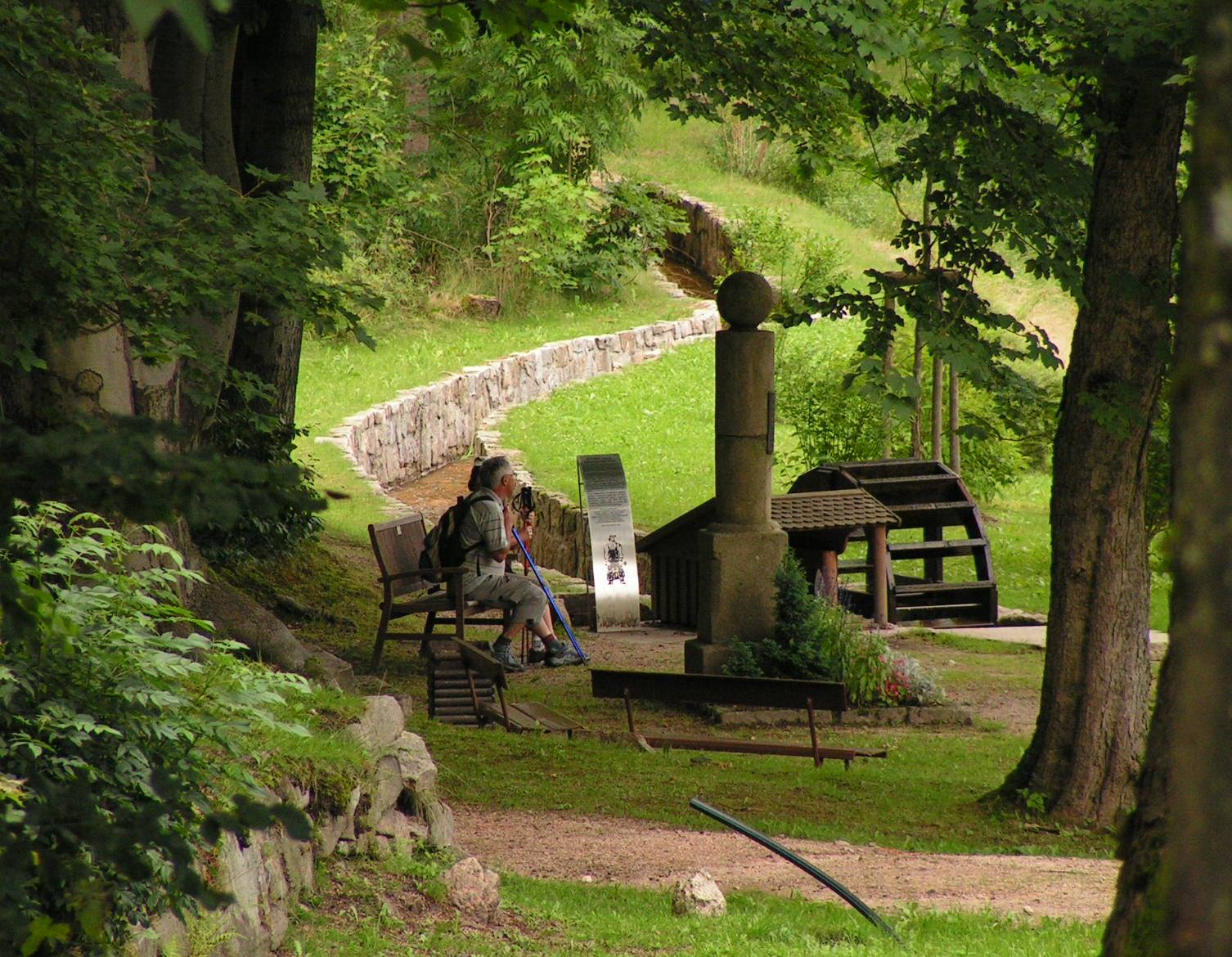
Delitsch-Gedenkstein am Grüner Graben im Park
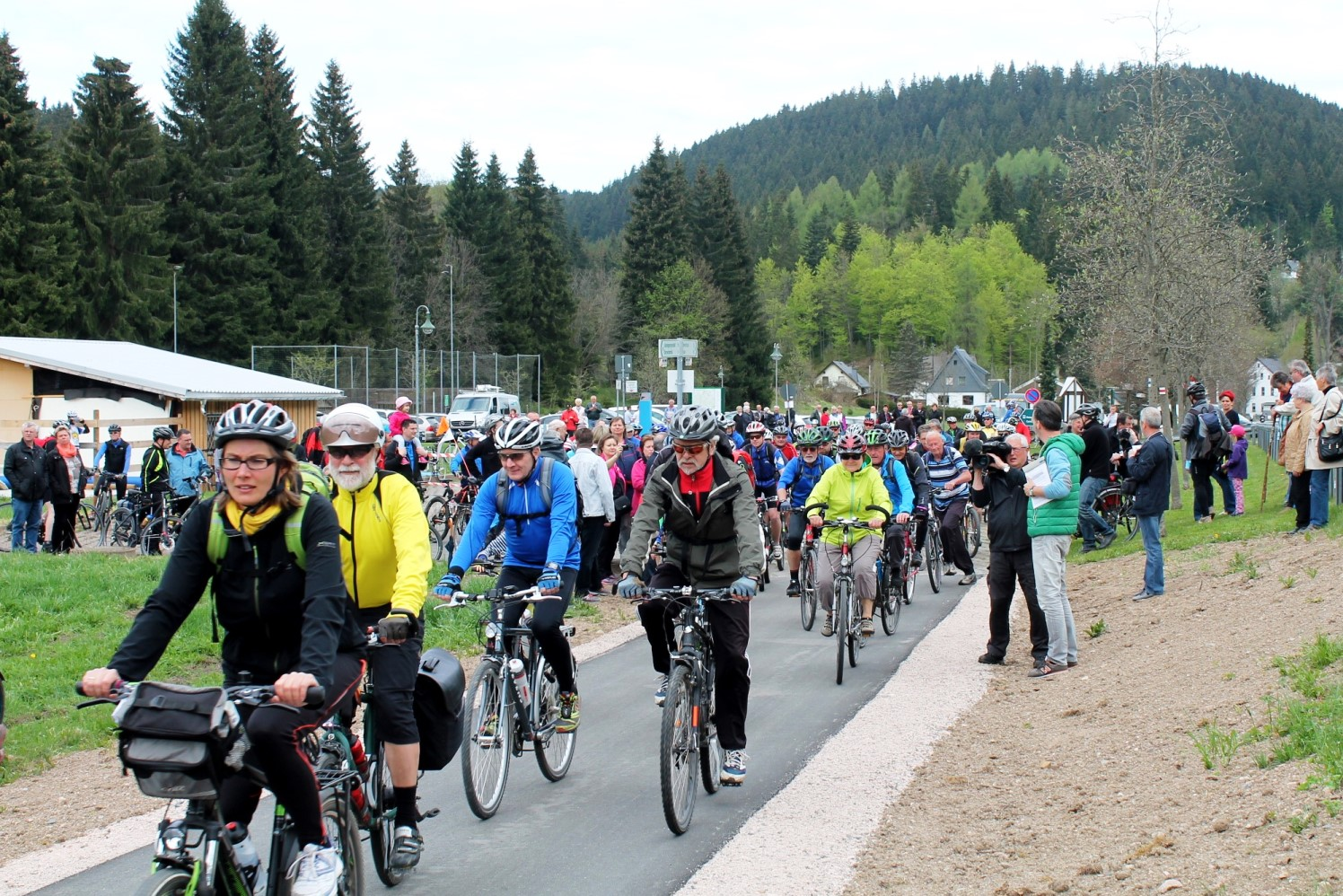
9. Mai 2015, Einweihung Karlsroute

## Bevölkerungsentwicklung
| Jahr | Einwohnerzahl |
| ---- | ------------- |
| 1791 | 27 Häusler    |
| 1834 | 427           |
| 1871 | 508           |
| 1890 | 436           |

| Jahr | Einwohnerzahl |
| ---- | ------------- |
| 1910 | 400           |
| 1925 | 400           |
| 1939 | 410           |
| 1946 | 387           |

| Jahr | Einwohnerzahl |
| ---- | ------------- |
| 1950 | 774           |
| 1964 | 415           |
| 1990 | 320           |

## Legenden
Mit der Gruft auf dem Friedhof Wildenthal stehen mehrere Legenden in Zusammenhang.
Der Überlieferung nach soll der Gesandte Alexander Wiesner, der auf dem Weg nach Karlsbad war, hier tödlich vom Pferd gestürzt und mit seinem Pferd beigesetzt worden sein.
Das Totenregister des Pfarramtes von Eibenstock sagt dazu aus:
- „gestorben am 16. September 1871, 43 Jahre, 7 Monde, 22 Tage, Bruno Thorso Carl Edler von Querfurth, Hammerwerksbesitzer, bestattet am 20. September in Wildenthal.“
- „Alexander Wilhelm Friedrich Wießner, Dr. der Philos. und Primentgelehrter, gestorben 23. Februar 1879, begraben den 27. Februar 1879. Bruder der Frau des Edlen von Querfurth.“

Tatsächlich verstarb Ernst von Stein in den Händen seiner Mutter Charlotte von Stein in der Nacht zum 14. Juni 1787 während seiner Reise nach Karlsbad im Herrenhaus (am 10. Januar 1911 abgebrannt) in Wildenthal. Er wurde von Christian Gottlieb Gottschaldt, einem Nachfahren des Holzmichels, jedoch in der Familiengruft der Gottschaldts in Eibenstock beigesetzt. Charlotte schrieb am 27. Juni 1787: „Ein Traum, den ich vor mehr als 17 Jahren hatte, ist mir in Wildenthal, wo Ernst starb, eingetroffen.“
Eine „traumhafte“ Liebesnacht soll hier Goethe während einer seiner zahlreichen Fahrten nach Karlsbad erlebt haben. Ein Schaden an der Kutsche nötigte ihn zur Einkehr in einem nicht genannten Gasthaus, das Siegfried Sieber in Wildenthal vermutete. Die hübsche Nichte des Wirtes hatte es ihm gleich angetan und so nahm alles seinen Lauf – doch anders als gedacht. In seinem erotischen Gedicht „Das Tagebuch“ (1810) – damals stand es „auf dem Index“ – schildert er ein amouröses Abenteuer mit der jungen Maid, bei der er nicht zum Ziel kam; aber es lag nicht an ihr: „Verfluchter Knecht, wie unerwecklich liegst du. Und deinen Herrn ums schönste Glück betriegst du.“
Dass dieses Ereignis in Wildenthal stattfand, ist lediglich eine Legende. Erstens befand sich Goethe nicht auf der Fahrt nach Karlsbad, sondern auf der Rückreise von einem nicht genannten Ort nach Weimar. Zweitens geht aus dem Gedicht hervor, dass er sich durch den Wagenschaden eine Nacht verspätete, also nur noch maximal eine Tagesreise von Weimar entfernt war. Wildenthal war jedoch wesentlich weiter entfernt.

## Politik

### Ortschaftsrat
Die fünf Sitze im Ortschaftsrat Wildenthal verteilen sich wie folgt:
FWV 4 Sitze (2019: 98,2 % aller Stimmen), Einzelvorschläge (4) 1 Sitz (2019: 1,8 %) – Sitz bleibt unbesetzt.

### Ortsvorsteher
Ortsvorsteher ist seit 2023 Tommy Gruszynsky.

## Persönlichkeiten
- Michael Gottschald (1597–1674), hier ab 1647 Hammerherr, frühneuzeitlicher Unternehmer
- Johann Georg Gottschald (1691 oder 1692–1749), hier geboren, frühneuzeitlicher Unternehmer
- Ernst von Stein (1767–1787), verstarb hier im Herrenhaus
- Otto Delitsch (1821–1882), Professor für Geografie an der Uni Leipzig, weilte hier ab 1860 mehrmals mit seiner Familie auf Sommerfrische
- Max Friedrich Kunze (1838–1921), Professor für Mathematik an der Forstakademie in Tharandt, Begründer des Forstlichen Versuchswesens, hier geboren
- Hans von Querfurth (1849–1931), Besitzer des Eisenhüttenwerks Schönheiderhammer und deutscher konservativer Politiker, MdL (Königreich Sachsen)
- Stephan Dietrich, genannt Saafnlob (1898–1969), Heimatschriftsteller und Mundartdichter, von 1940 bis 1945 hier Schulleiter

## Kultur und Sehenswürdigkeiten
- Auersberg (1019 m) mit steinernem Aussichtsturm aus dem Jahr 1860 und dem Unterkunftshaus von 1907, 1992–1994 stilgetreu restauriert, daneben Lindenau-Gedenkstein
- Heimatstuben im Saafnlob-Haus
- Denkmal für Otto Delitsch im Park
- Wettin-Gedenkstein am Badrundweg
- Königlich-sächsische Ganzmeilensteine in Wildenthal am Park und in Oberwildenthal vor dem alten Hirschenstander Pass nach Karlsbad in Böhmen
- NSG „Tal der Großen Bockau“
- Gedenksteine an der Straße von Wildenthal nach Oberwildenthal und an der Hauptstraße von Oberwildenthal zur Sauschwemme erinnern an eine unbekannte Zahl namentlich unbekannt gebliebener KZ-Häftlinge, die bei einem Todesmarsch im Frühjahr 1945 aus den Außenlagern des KZ Flossenbürg am 15. April 1945 hier den Tod fanden.

### Regelmäßige Veranstaltungen
- Jan./Feb. – Fackelwanderungen und Wintersportfeste
- 30. April – Hexenfeuer
- 1. Juni – Kinderfest
- 2. Wochenende im August – Hammerfest (Volksfest) auf dem Festplatz im Park seit 1950
- 2. Oktober – Oktoberfeuer
- Dezember – Weihnachten im Erzgebirg`
- 31. Dezember – Silvesterparty im Saafnlob-Haus
- monatlich geführte Wanderungen und Hutzenobende

## Sport

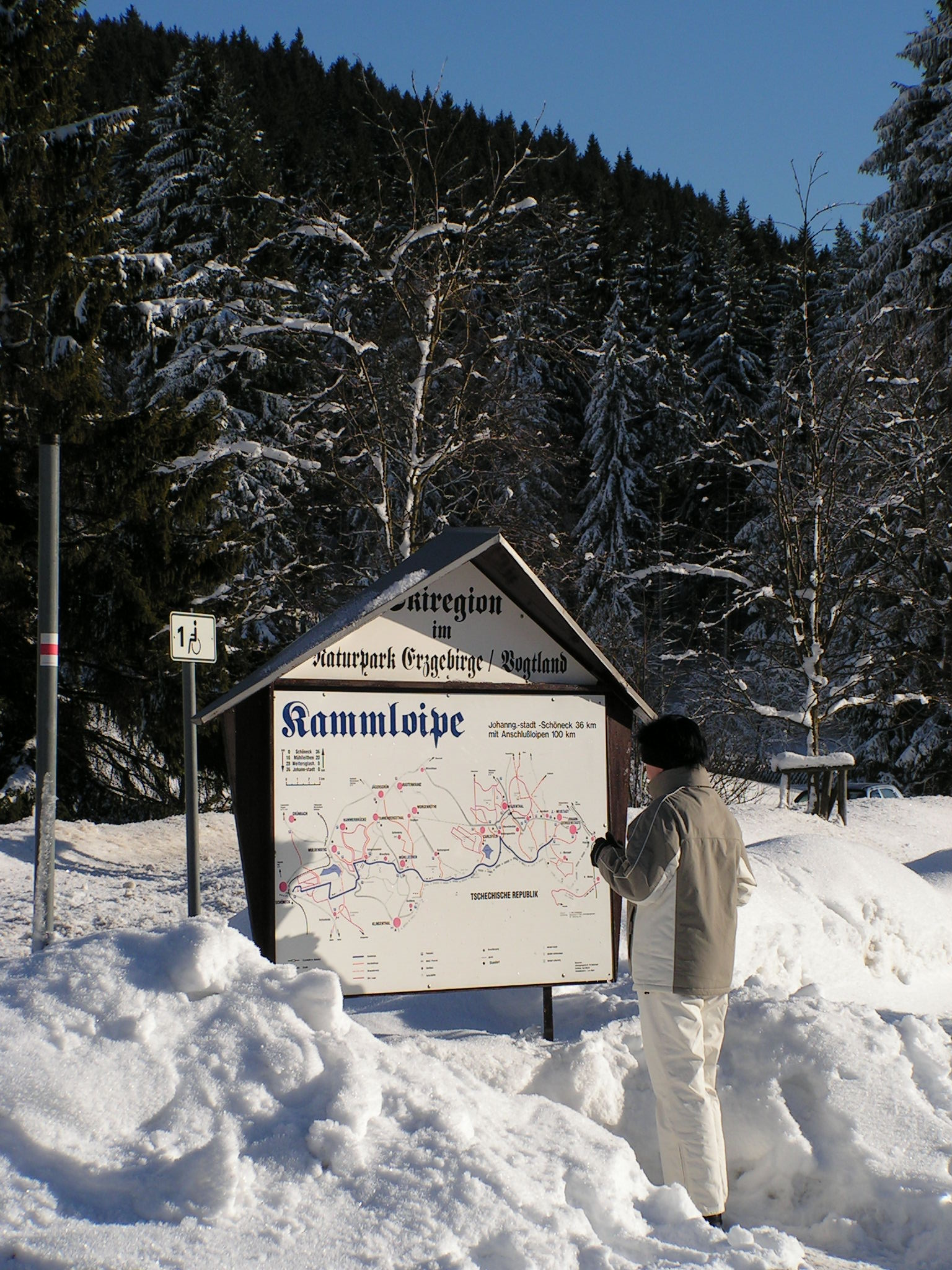
Am Ski- und Rodelhang

### Sommer
- gut markiertes Wanderwegenetz mit unmittelbarem Anschluss an den Europäischen Fernwanderweg E3 und den Kammweg
- Wassertretbecken
- Bolzplatz
- Spielplatz

### Winter
- Ski- und Rodelhang
- örtliche Loipen und Skiwanderwege mit Anschluss an die Kammloipe
- Winterwanderwege
- Ski- und Rodelausleihen